# Gastr del Sol
Gastr del Sol (образовано от сочетания названия скаковой лошади (Gato del Sol) и предыдущей группы Дэвида Граббса Bastro) была американской группой из Чикаго, большую часть карьеры состоявшей из Дэвида Граббса и Джима О'Рурка. В период с 1993 по 1998 год они выпустили семь альбомов, варьирующихся по жанрам от пост-рока (сцена, с которой они больше всего ассоциировались) до musique concrète.
В период с 1993 по 1998 год Gastr del Sol неуклонно расширяли свое звучание, достигнув искаженного, но почти доступного типа поп-музыки в альбоме 1998 года Camoufleur Вскоре после этого они разошлись, и оба занялись плодовитой сольной карьерой.. В 2024 году Gastr del Sol выпустили We Have Dozens of Titles — архивный релиз, состоящий из неизданных концертных записей, раритетов, не вошедших в альбомы, и другого давно хранящегося материала из 1990-х.

## Дискография
- The Serpentine Similar (Teenbeat/Drag City, 1993)
- Twenty Songs Less (Teenbeat, 1993)
- Crookt, Crackt, or Fly (Drag City, 1994)
- Mirror Repair EP (Drag City, 1994)
- The Harp Factory on Lake Street (Table of the Elements, 1995)
- The Japanese Room at LA Pagode (with Tony Conrad) (Table of the Elements, 1995)
- Upgrade & Afterlife (Drag City, 1996)
- Camoufleur (Drag City, 1998)
- We Have Dozens of Titles (Drag City, 2024)